# Neil Abramson (homme politique)
Pour les articles homonymes, voir Abramson.
Neil Abramson (né le 2 mai 1967 à La Nouvelle-Orléans) est un ancien parti démocrate de la Chambre des représentants de Louisiane pour le 98e district, basé à la Nouvelle-Orléans, en Louisiane, aux États-Unis.

## Biographie
Neil Abramson est diplômé du Lycée épiscopal de Bâton Rouge de Baton Rouge, où il était quatre lettres sportives et joueur de football All-State. Il a obtenu un B.A. au gouvernement du Dartmouth College dans le New Hampshire en 1989 où il a joué quatre ans de football universitaire. Il a obtenu son Juris Doctor de l’université d'État de Louisiane en 1992, où il a terminé premier de sa classe.
Il a été stagiaire auprès de l'ancien sénateur américain J. Bennett Johnston et de l'ancien représentant américain Jimmy Hayes du 7e district du Congrès de Louisiane, dissous depuis. Neil Abramson a également été greffier de la cour de district des États-Unis Frank Joseph Polozola du tribunal du district des États-Unis pour le district intermédiaire de la Louisiane. En 2023, il est plaideur au sein du cabinet d'avocat Liskow & Lewis à la Nouvelle-Orléans, en Louisiane.

## Carrière politique
Neil Abramson a été élu à la Chambre des représentants de Louisiane lors des élections générales de 2007 avec 74 % des voix battant le démocrate James P. Johnson. Le 22 octobre 2011, Neil Abramson a de nouveau été réélu dans le district 98 avec 74 % des voix après avoir battu le républicain John French. Neil Abramson a été réélu pour un troisième mandat en 2015 sans opposition.
En 2012, le représentant Abramson a transmis des mises à jour sur l'ouragan Isaac à ses électeurs via Twitter. En 2016, le représentant Abramson a été critiqué par le comité démocrate exécutif de la paroisse d'Orléans pour son vote sur la course du président en 2015. Le comité n'a pas invité Abramson à la réunion, ne lui a pas donné de préavis ni entendu l'histoire complète. Le choix du comité pour le président n'a pas eu suffisamment de voix pour gagner avant l'élection. Neil Abramson a soutenu le candidat choisi par la majorité de la Chambre des représentants, ce qui était mieux pour les électeurs et le district de Niel Abramson.

## Législation notable
Tout au long de sa carrière, Neil Abramson a défendu une législation visant à améliorer l'accès et le traitement de la santé mentale, à mettre un terme à la traite des êtres humains et à promouvoir l'éducation de la petite enfance. Grâce à la législation sur la traite des êtres humains dont il est l'auteur et qu'il a fait adopter, la Louisiane est aujourd'hui en tête du pays, avec la meilleure note pour ses lois sur la traite des êtres humains, d'après les évaluations des groupes industriels. Neil Abramson a également rédigé et adopté une loi visant à assurer la sécurité et la protection des jeunes de l'État en imposant aux enseignants et autres employés des écoles non publiques et des écoles à charte de suivre une formation en cours d'emploi sur la prévention du suicide.
Tout au long de son mandat législatif, Neil Abramson s'est également attaché à réformer les affaires fiscales de l'État. En tant que président du comité des voies et moyens, Neil Abramson a ouvert la voie à la modification du processus de dépenses d'investissement de l'État, ce qui a notamment permis d'éliminer le déficit structurel antérieur de ce budget. Tout au long de son mandat, Neil Abramson il a défendu pour la réforme des déficits structurels permanents du budget de fonctionnement de l'État par le biais d'une convention constitutionnelle limitée, axée uniquement sur les questions fiscales. Selon lui, "une convention constitutionnelle limitée à l'État permettrait une refonte complète de la structure fiscale et du système budgétaire de l'État, ainsi qu'une restructuration du système financier actuel entre l'État et les collectivités locales".

## Évaluation du législateur
La Louisiana Association of Business and Industry donne à Abramson une cote variant de 67 à 100 %. En 2012, la National Federation of Independent Business lui donne une note de 100 %. En 2013, le Louisiana Family Forum, conservateur, lui donne une note de 100 %, puis en 2014, de 40 %. Louisiana Right to Life lui donne une note parfaite pour son premier mandat, aucune note n'est publiée pour son deuxième mandat. En 2013 et en 2014, la Louisiana Association of Educators lui donne une note de 50 %.